# Roser Brutau i Basté
Roser Brutau i Basté (Barcelona, 1953) és la presidenta del Banc dels Aliments de Barcelona des del 2017.
Llicenciada en Secretariat Internacional, el 2000 va començar a ser voluntària del Banc dels Aliments, preocupada pel malbaratament dels aliments, participant en tasques de coordinació, ajudant a la directora. El 2014 va ser nomenada vicepresidenta de l'entitat en substitució de Jordi Peix i Massip, i el 2017 fou elegida presidenta en substitució d'Eduard Arruga i Valeri. Defensa que els bancs dels aliments són "les primeres entitats ecologistes" per la recuperació que aconsegueixen del menjar que s'hauria llençat. Afirma que del 2010 al 2020 l'entitat ha salvat de la adestrucció 80 milions de tones d'aliments. Van començar el 2020 atenent 120.000 persones de Barcelona i el van acabar atenent-ne 162.000.